# Karelische Sprache

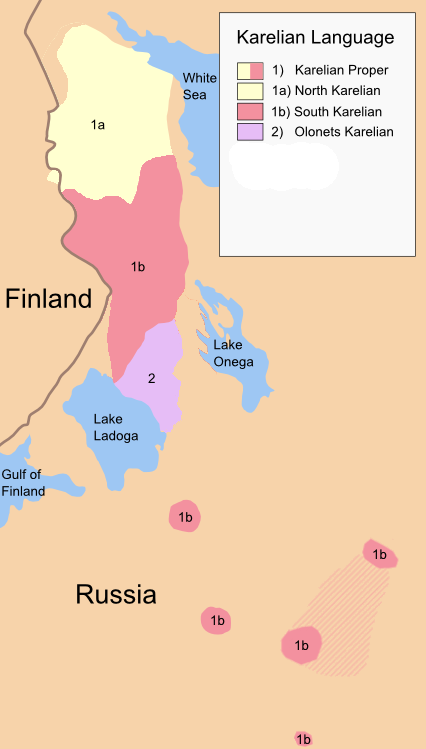
Verbreitung der karelischen Sprachen vor dem Zweiten Weltkrieg: 1a) Nordkarelisch, 1b) Südkarelisch, 2) Olonetzisch

Die karelische Sprache (karelisch karjalan kieli) wird von etwa 30.000 Menschen (VZ 2010) in Russland, vor allem in der Republik Karelien und in der Oblast Twer, gesprochen.
Die karelische Sprache gehört zum ostseefinnischen Zweig der finno-ugrischen Sprachen und zerfällt in die drei Hauptdialekte:
- eigentliches Karelisch
- Olonetzisch und
- Lüdisch

mit denen es einen nahezu fließenden Übergang von den östlichen Dialekten des Finnischen zum Wepsischen bildet.
Das eigentliche Karelisch unterscheidet sich vom Finnischen vor allem in der Aussprache durch größere Häufigkeit von Palatalen und Frikativen (vgl. sieben – finnisch seitsemän, karelisch šeiččemen) und weist zahlreiche Lehnwörter aus dem Russischen auf. Je nach Dialekt weist das Karelische zwei bis vier Tempora auf, im Übrigen unterscheidet sich das Karelische nicht signifikant von den anderen ostseefinnischen Sprachen.

## Geschichte
Das erste karelische Schriftdenkmal, aufgezeichnet in kyrillischen Buchstaben, ist eine Birkenrinde-Urkunde aus dem 13. Jahrhundert, die bei archäologischen Ausgrabungen in Nowgorod entdeckt wurde und Beschwörungen gegen Blitzeinschläge enthält.
Das karelische Schrifttum beschränkte sich in der Folge im Wesentlichen auf religiöse Übersetzungen. Die ersten nicht-religiösen karelischen Bücher, die das kyrillische Alphabet verwendeten, wurden zu Beginn des 18. Jahrhunderts gedruckt, als das kulturelle Leben Kareliens dem Einfluss der finnischen Nationalromantik unterlag. Die Inhalte des in Finnland in der Mitte des 19. Jahrhunderts publizierten Kalevala basieren vorwiegend auf in Karelien gesammelter Volksdichtung.
Der Zerfall in die verschiedenen Dialekte hat bis heute die Schaffung einer einheitlichen karelischen Schriftsprache verhindert. Aus diesem Grund existiert auch kaum karelische Literatur im engeren Sinne.
Heute schreiben karelische Autoren meist in russischer oder finnischer Sprache.

## Alphabet
Das karelische Alphabet besteht aus 46 Zeichen.
| Majuskel | Minuskel | Phonem |
| -------- | -------- | ------ |
| A        | a        | a      |
| Á        | á        | a:     |
| B        | b        | b      |
| C        | c        | ts     |
| Č        | č        | tʃ⁠     |
| D        | d        | d      |
| E        | e        | e      |
| É        | é        | e:     |
| F        | f        | f      |
| G        | g        | g      |
| H        | h        | h      |
| I        | i        | i      |
| Í        | í        | i:     |
| J        | j        | j      |
| K        | k        | k      |
| L        | l        | l      |
| Ľ        | ľ        | ʎ      |
| M        | m        | m      |
| N        | n        | n      |
| Ň        | ň        | ɲ      |
| O        | o        | o      |
| Ó        | ó        | o:     |
| P        | p        | p      |
| Q        | q        | ŋ      |
| R        | r        | r      |
| Ř        | ř        | dʒ     |
| S        | s        | s      |
| Š        | š        | ʃ⁠      |
| T        | t        | t      |
| U        | u        | u      |
| Ú        | ú        | u:     |
| V        | v        | v      |
| W        | w        | ɱ      |
| X        | x        | dz     |
| Y        | y        | ɒ      |
| Ý        | ý        | ɒ:     |
| Z        | z        | z      |
| Ž        | ž        | ʒ      |
| Ä        | ä        | æ      |
| Æ        | æ        | æ:     |
| Ö        | ö        | ø      |
| Ø        | ø        | ø:     |
| Ü        | ü        | y      |
| Å        | å        | y:     |
| Ÿ        | ÿ        | ɶ      |
| Õ        | õ        | ɶ:     |